# 伊拉夫切
49°21′11″N 25°50′7″E / 49.35306°N 25.83528°E
伊拉夫切（烏克蘭語：Ілавче）是位於烏克蘭西部特諾皮爾州裏特諾皮爾區的村莊，始建於十三世紀，面積8.8平方公里，海拔高度300米，2001年人口1,575，人口密度每平方公里179.1人。